# Miami (Will Smith)
Miami è un singolo del rapper statunitense Will Smith, pubblicato il 23 novembre 1998 come quinto estratto dal primo album in studio Big Willie Style.

## Descrizione
Il brano, scritto da Nas, utilizza un campionamento di And the Beat Goes On dei The Whispers del 1980.

## Video musicale
Nel videoclip fa un cameo l'attrice Eva Mendes che in futuro lavorerà con Smith in Hitch - Lui sì che capisce le donne. Il brano vinse il riconoscimento come "miglior video" all'MTV Video Music Awards.

## Tracce
1. Miami
2. Miami (Jason Nevins' Live At "54" Mix)
3. Miami (Miami Mix) with Miami Sound Machine)
4. Miami (Jason Nevins' Live On South Beach Dub)

## Classifiche
| Chart (1998)      | Peak position |
| ----------------- | ------------- |
| Svizzera          | 4             |
| Austria           | 5             |
| Francia           | 45            |
| Olanda            | 10            |
| Belgio            | 10            |
| Svezia            | 5             |
| Finlandia         | 8             |
| Norvegia          | 10            |
| Australia         | 27            |
| Nuova Zelanda     | 4             |
| UK                | 3             |
| Canada            | 3             |
| Billboard Hot 100 | 17            |